# Heiligenroth

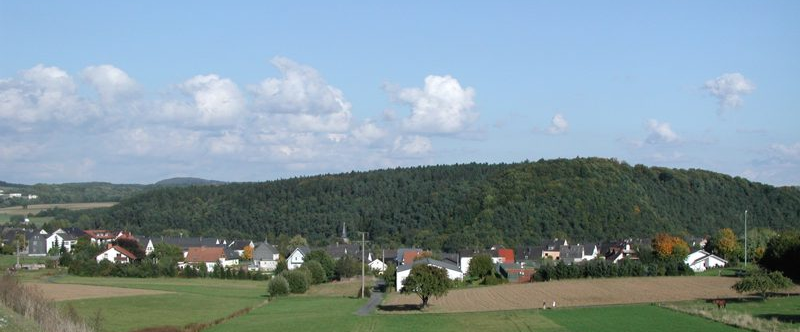
Heiligenroth

Heiligenroth ist eine Ortsgemeinde im Westerwaldkreis in Rheinland-Pfalz. Sie gehört der Verbandsgemeinde Montabaur an.

## Geographische Lage
Das Dorf liegt ca. drei Kilometer entfernt von Montabaur. In unmittelbarer Umgebung befinden sich die Orte Ruppach-Goldhausen, Boden, Staudt, Wirzenborn und Großholbach.

## Geschichte
Heiligenroth wurde im Jahre 1211 erstmals urkundlich erwähnt. Die Wortendung -roth leitet sich hierbei höchstwahrscheinlich aus den mittelalterlichen Waldrodungen zur Gewinnung von Acker- und Weideland ab.
1781 stürzte die Pfarrkirche der damals eigenständigen und filiallosen katholischen Kirchengemeinde Heiligenroth ein. Von 1782 bis 1784 entstand unter der Leitung des Koblenzer Stifts St. Florin, dem Heiligenroth zehntpflichtig war, der heute noch bestehende Neubau.

## Politik

### Gemeinderat
Der Gemeinderat in Heiligenroth besteht aus 16 Ratsmitgliedern, die bei der Kommunalwahl am 9. Juni 2024 in einer personalisierten Verhältniswahl gewählt wurden, und dem ehrenamtlichen Ortsbürgermeister als Vorsitzendem.
Die Sitzverteilung im Gemeinderat:
| Wahl | SPD | CDU | WGH a | WGB b | WGR c | Gesamt   |
| ---- | --- | --- | ----- | ----- | ----- | -------- |
| 2024 | 6   | –   | 10    | –     | –     | 16 Sitze |
| 2019 | 6   | 3   | –     | 5     | 2     | 16 Sitze |
| 2014 | 4   | 5   | –     | 4     | 3     | 16 Sitze |
| 2009 | 5   | 5   | –     | 4     | 2     | 16 Sitze |
| 2004 | 4   | 6   | –     | 4     | 2     | 16 Sitze |

### Bürgermeister
Alexander Herbst wurde am 3. September 2024 Ortsbürgermeister von Heiligenroth. Da bei der Direktwahl am 9. Juni 2024 kein Wahlvorschlag eingereicht wurde, oblag die Neuwahl des Bürgermeisters gemäß rheinland-pfälzischer Gemeindeordnung dem Rat, der sich auf seiner konstituierenden Sitzung für Alexander Herbst entschied.
Sein Vorgänger Helmut Burkey hatte das Amt im März 2021 übernommen, nachdem er die Amtsgeschäfte bereits als bisheriger Erster Beigeordneter ausgeübt hatte. Da für eine am 22. November 2020 angesetzte Direktwahl kein Wahlvorschlag eingereicht wurde, oblag die Wahl dem damaligen Rat, der sich für Burkey entschied.
Burkeys Vorgänger Daniel Kurth hatte das Amt am 24. August 2020 niedergelegt. Er war am 25. Juni 2019 ebenfalls durch den Rat gewählt worden, weil bei der Direktwahl am 26. Mai 2019 kein Bewerber angetreten war. Bis zu Kurths Wahl hatte Günther Behr das Amt übergangsweise für neun Monate ausgeübt, nachdem der 2002 erstmals gewählte Ortsbürgermeister Erich Herbst zum 1. Oktober 2018 aus gesundheitlichen Gründen zurückgetreten war.

### Wappen
Die Genehmigung ein Wappen zu führen, wurde am 21. März 1980 vom Regierungspräsidenten erteilt.
| Wappen von Heiligenroth | Blasonierung: „Schild gespalten, vorne in Silber ein roter Wehrturm, hinten in Blau ein goldener Löwe.“ |
| Wappen von Heiligenroth | Wappenbegründung: Der dargestellte Wehrturm steht noch heute in Heiligenroth. Früher stand er allein, während abseits eine kleine Kirche stand. Erst 1782 wurde an den romanischen Turm die heutige Kirche angebaut. Der Turm diente damals als Wehrturm, daher auch die Schießscharten und gehörte bis zum Jahre 1975 der Zivilgemeinde, während die Kirche der Kirchengemeinde gehörte. Erst dann ging das Eigentum am Turm auf die Kirchengemeinde über. Hinten in Blau soll ein goldener Löwe so dargestellt werden, dass er ins Feld hineinschaut. Die Wahl der Nassauer Farben hat mit der nur kurzen politischen Zugehörigkeit zu Nassau (1802–1866) weniger zu tun, sondern zielt mehr auf die geographische Lage von Heiligenroth, das ja auch heute noch mitten im Nassauer Land liegt, ab. So beginnt in Heiligenroth der Naturpark Nassau, und auch die in Montabaur stationierten Soldaten der Bundeswehr trugen auf dem linken Ärmel ihrer Uniform das Nassauer Wappen, den goldenen Löwen im blauen Feld. |

### Partnergemeinden
- Épineuil in Burgund, Frankreich

## Wirtschaft und Infrastruktur
Der Ort liegt im Westerwald südlich der A 3, direkt bei der Autobahnanschlussstelle Montabaur. Der nächste Bahnhof ist der Bahnhof Goldhausen an der Bahnstrecke Limburg-Staffel–Siershahn.
Das zur Gemeinde gehörende Industriegebiet liegt getrennt vom Ortskern nördlich dieser Autobahn. Im Zuge des Baus der Schnellfahrstrecke Köln–Rhein/Main wurde der Ort durch einen Lärmschutzwall geschützt. Das so genannte Industriegebiet zeichnet sich vor allem durch die Versorgung der Umgebung mit vielfältigen Service- und Einkaufsangeboten wie Supermärkte, Baumarkt, Möbelhaus oder Tankstellen aus. Außerdem sind dort auch produzierende Betriebe zu finden. Die Partyschlager-Produzenten Dominik de Leon und Ikke Hüftgold betreiben in Heiligenroth ihre Summerfield Group.
An öffentlichen Einrichtungen gibt es einen Kindergarten, Freiwillige Feuerwehr, Spielplätze, Sportplatz mit Sportlerheim und Beach-Volleyball-Platz, Pfarrheim, Vogelsanghalle mit Kegelbahn für große Veranstaltungen, Gemeindeverwaltung mit Jugendraum, vier Tennisplätze mit Clubhaus, katholische Pfarrkirche.